# Josep Pous
Josep Pous i Pagès (Figueras, 1873-Barcelona, 1952) fue un escritor, periodista y político español.

## Biografía
Era hijo de un médico de tendencia republicana-federal, que era un pequeño terrateniente. Cursó sus primeros estudios en su villa natal y estudió Medicina en Figueras y Barcelona, pero no acabó la carrera. En 1893 se casó con Mercè Gómez Isla, y para mantener la familia marchó a Aviñonet de Puig Ventós para dedicarse a la propiedad familiar. Durante este período inició su actividad literaria con algunas aportaciones a la revista Catalunya Artística (1900).
En 1903 se trasladó a Barcelona, donde se interesó por el periodismo político y colaboró en El Poble Català hasta su desaparición en 1918, a la vez que se dedicaba a la literatura con el pseudónimo de Josep Piula. En 1909 fue detenido a raíz de un artículo de El Poble Català y estuvo en prisión durante un mes. En 1914 recibió una subvención municipal gestionada por Ignasi Iglesias y se hizo empresario teatral asociado con Evarist Fàbregas i Pàmies, y así pudo estrenar la mayor parte de sus obras teatrales. Aun así, sería más conocido por su novela La vida i la mort de Jordi Fraginals (1912), con la cual logró el estilo narrativo y la fórmula novelesca que siempre había tratado de conseguir, entre el realismo y el psicologismo, con influencias de Ángel Guimerá y Santiago Rusiñol.[cita requerida]
En 1939, al acabar la guerra civil española, se exilió en México hasta 1944, cuando regresó a Barcelona. Formó parte del Consell Nacional de Catalunya fundado por Lluís Companys, y ese mismo año fundó y dirigió el Consell Nacional de la Democràcia Catalana, también conocido como Comité Pous i Pagès, que dirigió hasta su muerte, acaecida el 15 de febrero de 1952, en Barcelona. En 1998 su archivo particular fue cedido al Archivo Nacional de Cataluña por su nieto, Joaquim Monturiol i Pous.

## Obras
- Sol ixent (1902), teatro
- El mestre nou (1903), teatro
- Per la vida (1903)
- Quan es fa nosa (1904)
- L'endemà de bodes (1904), teatro
- Revolta (1905)
- La vida i la mort de Jordi Fraginals (1912).
- Senyora àvia vol marit (1912), teatro
- Sang blava (1914), teatro
- Apretats però no escanyats, o una llengua de mal camí (1914), teatro (sainete)
- Rei i senyor (1918), teatro
- Damià Rocabruna, el bandoler (1917), teatro
- Primera volada (1921)
- Tardania (1921), teatro
- Maria Lluïsa i els seus pretendents (1928).
- De la pau i del combat (1948)
- Tota la saviesa d'aquest món (1961)
- Pere Coromines i el seu temps (1969)